# Zeng Guoqiang
Dans ce nom, le nom de famille, Zeng, précède le nom personnel.
Zeng Guoqiang (né le 18 mars 1965 à Dongguan (Chine)) est un haltérophile chinois.
Il obtient la médaille d'or olympique en 1984 à Los Angeles en moins de 52 kg.